# 瓦勒德韦勒
瓦勒德韦勒（法語：Val-de-Vesle，法語發音：[val də vɛl]）是法国马恩省的一个市镇，位于该省中北部，属于兰斯区。

## 地名
“瓦勒德韦勒”（Val-de-Vesle）一名在法语中意为“韦勒河谷”。

## 地理
瓦勒德韦勒（49°10'30"N, 4°13'20"E）面积37.15 平方千米，位于法国大東部大區马恩省，该省份为法国东北部内陆省份，北起阿登省，西北接埃纳省，西南接塞纳-马恩省，南至奥布省，东南接上马恩省，东临默兹省。
与瓦勒德韦勒接壤的市镇（或旧市镇、城区）包括：韦勒河畔博蒙、贝讷-诺鲁瓦、莱珀蒂特洛日、普罗讷、普吕奈、塞特索、韦尔济、维莱马尔默里。
瓦勒德韦勒的时区为UTC+01:00、UTC+02:00（夏令时）。

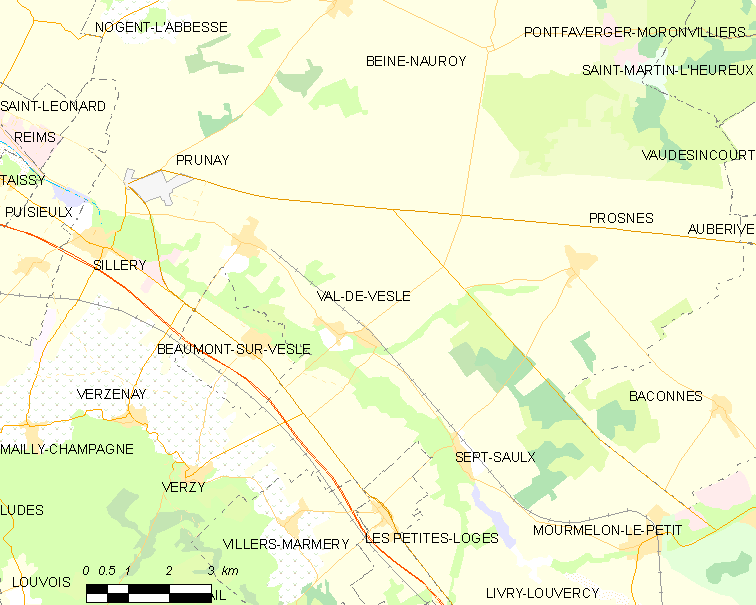
瓦勒德韦勒的OSM定位图

## 行政
瓦勒德韦勒的邮政编码为51360，INSEE市镇编码为51571。

## 政治
瓦勒德韦勒所属的省级选区为穆尔默隆-韦勒-香槟山县。

## 人口

1962-2008年间瓦勒德韦勒人口变化图示

瓦勒德韦勒于2022年1月1日时的人口数量为992人。